# Отель «Франция»
«Отель де Франс» («Отель „Франция“») (фр. Hôtel de France) — художественный драматический фильм, снятый в 1987 году французским режиссёром Патрисом Шеро по мотивам пьесы Антона Павловича Чехова «Платонов».

## Сюжет
В небольшом отеле близ Анже, которым владеет Анна (Лора Бенсон), собрались её друзья и родственники. Один из гостей, Мишель (Лоран Гревиль), когда-то подававший большие надежды, ощущает, что ничего не добился в жизни: он не смог построить карьеру и несчастлив в браке с Катрин (Марианна Деникур). В отеле Мишель встречает свою юношескую любовь Соню (Валерия Бруни-Тедески), теперь жену друга Мишеля, Сержа (Венсан Перес). Разочарованность и недовольство собой толкает Мишеля на поведение, вызывающее напряжение и конфликты.

## В ролях
| Актёр                 | Роль          |
| --------------------- | ------------- |
| Лоран Гревиль         | Мишель        |
| Валерия Бруни-Тедески | Соня          |
| Венсан Перес          | Серж          |
| Лора Бенсон           | Анна          |
| Тибо де Монталембер   | Николас       |
| Марк Китти            | Филипп Галтье |
| Бернар Ниссиле        | Ришар Венигер |

## О фильме
Режиссёр Патрис Шеро привлёк к съёмкам молодых актёров театра «Нантер-Амандье», которым Шеро руководил, и в котором ранее поставил по «Платонову» спектакль. Фильм снят в небольшом поселке близ Анже, где прошло детство режиссёра (Шеро считал «Отель де Франс» в какой-то степени автобиографичным), при этом действие перенесено во Францию 1980-х годов. Фильм демонстрировался вне конкурса на Каннском кинофестивале.

## Критика
Искусствовед Т. Б. Проскурникова проводит параллели между «Отель де Франс» и снятым по тому же произведению Чехову фильмом Н. Михалкова «Неоконченная пьеса для механического пианино». Отмечая, что Шеро позаимствовал из адаптации Михалкова/Адабашьяна многие сюжетные ходы, Проскурникова обращает внимание на полемичность «Отель де Франс» по отношению к «Механическому пианину»: «В обоих фильмах изображены те же чеховские коллизии, но образ жизни иной. Этим контрастом определяется в значительной мере и различие в поведении персонажей: в „Пианино“ некоторая размягченность и леность <…> ироничность и легкое пренебрежение к искренности в чувствах и мыслях, опирающиеся в немалой степени на „правила хорошего тона“ <…>. Герои фильма Шеро имеют весьма смутные понятия об этих правилах, но им хорошо известны отношения, основанные на индивидуалистических принципах. <…> И если сила взрыва у героев Михалкова определяется его неожиданностью и почти непристойностью в кругу принятых норм, то персонажи „Отель де Франс“ живут в мире обнаженных чувств и выплеснутых наружу страстей, и тем труднее им заставить слышать себя».

Снимая «Отель де Франс», Патрис Шеро не скрывал своего восхищения фильмом «Неоконченная пьеса для механического пианино» Никиты Михалкова, снятого в 1977 году по той же пьесе «Платонов». По его словам он просматривал его каждое утро, он утверждал, что каждое утро просматривал кадры «Неоконченной пьесы» во время подготовки собственного фильма и не отрицал влияния на него и даже некоторых заимствований. Однако, случайность обстоятельств позволила последовать Патрису Шеро и Никите Михалкову в двух противоположных «возвращениях» в театр.
Оригинальный текст (фр.)En réalisant Hôtel de France, Patrice Chéreau n'a pas caché son admiration pour Partition inachevée pour piano mécanique de Nikita Mikhalkov, réalisé en 1977, et écrit lui aussi à partir de Platonov. Il déclarait avoir visionné chaque matin Il déclarait avoir visionné chaque matin des séquences de Partition inachevée... durant la préparation de son propre film et il ne niait pas ses influences et même certains emprunts 25. Or le hasard des circonstances a permis de suivre en France Patrice Chéreau et Nikita Mikhalkov dans deux « retours » au théâtre opposés.
— fr:François Albera, fr:Béatrice Picon-Vallin - Le film de théâtre. - CNRS éditions, 1997 - 286 p. - p. 209

Адаптация произведения Чехова к кино — это опасный шаг, который чаще всего приводит к съемкам жанра меланхолической ностальгии или декоративной живописности. Ничего подобного в адаптации Патриса Шеро и Жан-Франсуа Гойе. Придавая пьесе свежести — перенеся действие в настоящее, они умудряются производить эффект, тем более интересный, что он служит Чехову иначе, чем слепой верностью тексту.
Оригинальный текст (фр.)Adapter une œuvre de Tchekhov au cinéma est une démarche périlleuse qui entraîne le plus souvent des clichés du genre nostalgie mélancolique ou pittoresque décoratif. Rien de tel dans l’adaptation de Patrice Chéreau et Jean-François Goyet. Au lieu de mettre la pièce au goût du jour en transposant l’action au présent, ils réussissent à produire un effet d’autant plus intéressant qu’il sert Tchekhov autrement que par la fidélité aveugle au texte.
— fr:Iannis Katsahnias

## Смотри также
- Неоконченная пьеса для механического пианино